# Malarz Pana

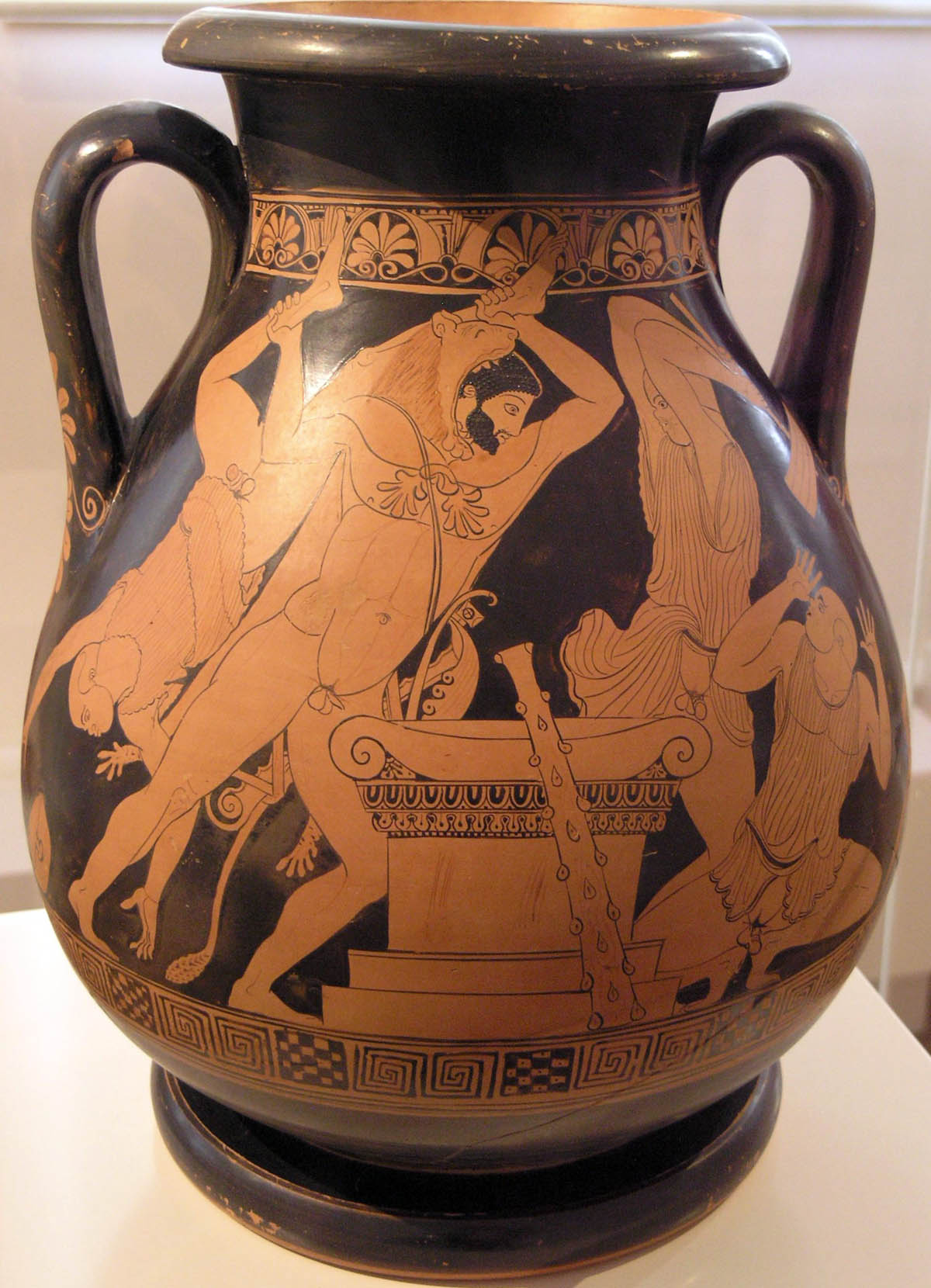
Pelike ozdobione przez Malarza Pana: Herakles walczący z Buzyrysem. Narodowe Muzeum Archeologiczne w Atenach

Malarz Pana – attycki malarz ceramiczny działający w V wieku p.n.e., tworzący w stylu czerwonofigurowym.
Zaliczany jest do grupy tzw. manierystów, nawiązujących do tradycji malarstwa okresu archaicznego. Jego przydomek pochodzi od datowanego na około 460 p.n.e. dzwonowatego krateru z przedstawieniem Pana ścigającego młodego pasterza. W swoich malowidłach przedstawiał sceny mitologiczne, m.in. Heraklesa walczącego z Buzyrysem, Boreasza ścigającego Orejtyję, Zeusa z Ganimedesem, a także obrazy z życia codziennego (składanie ofiary przy hermie, połów ryb). Ukazywał przesadnie wysmukłe postaci, ubrane w szaty o archaicznym wyglądzie ze schodkowymi brzegami, o przejaskrawionych i nieco teatralnych gestach. Kompozycje artysty łączą dramatyzm ze swobodą ruchów, rysunek jest śmiały, choć niedrobiazgowy.